# 494
Cette page concerne l'année 494  du calendrier julien. Pour l'année 494 av. J.-C., voir 494 av. J.-C. Pour le nombre 494, voir 494 (nombre).
L'année 494 est une année commune qui commence un samedi.

## Événements
- 15 février : dernières Lupercales tolérées à Rome. Le pape Gélase Ier les remplace par une fête de la Purification de la Vierge fixée au 2 février, qui devient la Chandeleur[1].
- 10 août : le roi des Vandales Gunthamund décide l'ouverture des églises catholiques et le retour des évêques[2].
- Campagne de Clovis contre les Wisigoths en Saintonge (494-496)[3].
- Chine : Xiaowendi, de son nom personnel Tuoba Hong II (T’o-pa Hong II) ou Yuan Hong, transfère la capitale des Wei du Nord de Pingcheng (actuelle Datong) à Luoyang (Lo-yang) et impose la langue et les vêtements chinois à ses officiers[4].
- Début la guerre d'El Basous opposant pendant 40 ans deux tribus d'Arabie : les Tamim et les Taghlib[5].
- Le concile de Rome distingue les livres canoniques des textes apocryphes[6].
- Lettre du pape Gélase Ier à l'empereur de Constantinople, Anastase Ier, dans laquelle il affirme l'universalité et la prépondérance de l'autorité pontificale vis-à-vis du pouvoir impérial[7].
- Tremblement de terre à Lattaquié en Syrie[8].